# Ousmane Touré
Pour les articles homonymes, voir Touré.
Ousmane Touré, né le 18 février 2005 à Lille, est un footballeur français qui évolue au poste de défenseur polyvalent au LOSC Lille.

## Biographie

### Carrière en club

#### Formation et débuts à Lille
Né à Lille en France, Ousmane Touré est formé par le LOSC Lille, où il signe son premier contrat professionnel en juillet 2022,, alors qu'il vient de faire ses débuts avec l'équipe réserve en National 3.
À l'été 2024, il prolonge son contrat jusqu'en 2028, alors qu'il figure déjà régulièrement sur les feuilles de match avec les professionnels de Ligue 1, après une saison où il s'est déjà illustré en amical, puis avec les jeunes et l'équipe réserve ,,,,. 
Il joue son premier match avec l'équipe première du club le 13 août 2024, lors d'un match retour de qualification à la Ligue des champions contre le Fenerbahçe de José Mourinho. Il remplace Thomas Meunier dans les prolongations alors que son équipe est menée 1-0, avant de parvenir à égaliser et ainsi se qualifier pour les barrages,,.
Le 23 octobre 2024, il joue son premier match de Ligue des champions avec le LOSC lors de la phase de championnat, titularisé contre l'Atlético Madrid d'Antoine Griezman,. Auteur d'une bourde en première mi-temps qui amène le but de Julián Álvarez, il est sorti par précaution à la mi-temps, mais est soutenu par la direction, l'entraîneur et ses coéquipiers, tous mettant en avant un évènement classique dans une phase d'apprentissage. Lille s'impose par ailleurs 3-1 au Wanda Metropolitano pour un exploit retentissant,.

#### Prêt à Valenciennes
Le 6 janvier 2025, il est prêté par le LOSC pour le reste de la saison au Valenciennes FC afin de gagner en expérience.

### Carrière en sélection
D'origine malienne, Ousmane Touré est international français junior avec l'équipe des moins de 20 ans à partir de l'automne 2024.

## Statistiques
| Saison                | Club                   | Championnat           | Championnat | Championnat | Championnat | Coupe(s) nationale(s) | Coupe(s) nationale(s) | Coupe(s) nationale(s) | Compétition(s) continentale(s) | Compétition(s) continentale(s) | Compétition(s) continentale(s) | Compétition(s) continentale(s) | Total | Total | Total |
| Saison                | Club                   | Division              | M.          | B.          | P.d.        | M.                    | B.                    | P.d.                  | Comp.                          | M.                             | B.                             | P.d.                           | M.    | B.    | P.d.  |
| 2024-2025             | LOSC Lille             | Ligue 1               | 1           | 0           | 0           | -                     | -                     | -                     | C1                             | 2                              | 0                              | 0                              | 3     | 0     | 0     |
| 2025-2026             | LOSC Lille             | Ligue 1               | 1           | 0           | 0           | 0                     | 0                     | 0                     | C3                             | 0                              | 0                              | 0                              | 1     | 0     | 0     |
| Sous-total            | Sous-total             | Sous-total            | 2           | 0           | 0           | 0                     | 0                     | 0                     | -                              | 2                              | 0                              | 0                              | 4     | 0     | 0     |
| 2024-2025             | Valenciennes FC (prêt) | Ligue 2               | 16          | 1           | 1           | 1                     | 0                     | 0                     | -                              | -                              | -                              | -                              | 17    | 1     | 1     |
| Total sur la carrière | Total sur la carrière  | Total sur la carrière | 18          | 1           | 1           | 1                     | 0                     | 0                     | -                              | 2                              | 0                              | 0                              | 21    | 1     | 1     |